# Karl Steininger (Trompeter)
Karl Steininger (* 20. Oktober 1956 in Zwettl, Niederösterreich) ist ein österreichischer Trompeter und Hochschullehrer.

## Leben und Wirken
Karl Steininger bekam mit 11 Jahren seinen ersten Trompetenunterricht bei Heinrich Gutmann in Traiskirchen.
Von 1970 bis 1978 studierte er an der Wiener Musikhochschule bei Franz Weiss. Im Jahre 1977 hatte er sein erstes Engagement im Stadttheater Baden. 1978 wurde er als 1. Trompeter des Niederösterreichischen Tonkünstlerorchesters und 1980 als Solotrompeter bei den Wiener Symphonikern engagiert. Von 1984 bis 1992 wirkte er bei Concentus Musicus Wien als Barocktrompeter mit. 
Zahlreiche Konzerte, Workshops und Meisterkurse führten Steininger durch Europa, Asien, Amerika und Südamerika.
Seine Lehrtätigkeit nahm er 1985 an der Musik und Kunst Privatuniversität der Stadt Wien und 1988 als Universitätsprofessor an der Universität Mozarteum Salzburg auf. Einer seiner Schüler ist Herbert Walser.

## Einspielungen
- Karl Steininger (Trompete), Elisabeth Ullmann (Orgel) – Konzert Im Stift Zwettl, LP 1983, Label Amadeo – 120 662

## Weblink
- Hörbeispiel Karl Steininger mit Trompete auf YouTube - Weihnachtskonzert vom 16. Dezember 2016